# Juanfri
Juan Francisco García Peña (Fuengirola, Málaga, España, 1 de octubre de 1989), conocido como Juanfri, es un futbolista español. Juega de delantero y su equipo es el Lincoln Red Imps F. C. de la Liga Nacional de Gibraltar.

## Trayectoria
- Ascenso con el Unión Estepona a Segunda División B, marcando 13 goles (2008/09).
- Anotó un triplete con 16 años en Tercera División, en un Fuengirola 9 - Úbeda 0 (2005/06).
- Debuta el 7 de enero de 2010 con el Málaga CF 2 - 1 Getafe CF (Copa).[1]

## Clubes
| Club                          | País      | Año       |
| ----------------------------- | --------- | --------- |
| U. D. Fuengirola Los Boliches | España    | 2006-2008 |
| Unión Estepona                | España    | 2008-2009 |
| Málaga "B"                    | España    | 2009-2010 |
| Málaga C. F.                  | España    | 2010-2012 |
| Écija Balompié                | España    | 2012      |
| Sporting Clube de Goa         | India     | 2013      |
| Écija Balompié                | España    | 2013-2014 |
| U. D. San Pedro               | España    | 2014-2015 |
| U. D. Marbella                | España    | 2015-2016 |
| F. C. Saburtalo Tbilisi       | Georgia   | 2016-2017 |
| Antequera C. F.               | España    | 2017-2018 |
| St. Joseph's F. C.            | Gibraltar | 2018-2022 |
| Lincoln Red Imps F. C.        | Gibraltar | 2022-     |